# Simulium tormentor
Simulium tormentor es una especie de insecto del género Simulium, familia Simuliidae, orden Diptera.

## Taxonomía
Fue descrita científicamente por Adler, Currie & Wood, 2004. Fue publicada en The black flies (Simuliidae) of North America. Comstock Publ. Assoc., Ithaca.